# Christophe Dolbeau
Christophe Dolbeau (27. travnja 1953.), francuski je književnik i novinar. 

## Životopis
Surađuje s i objavljuje u francuskim listovima Rivarol, Écrits de Paris i Présent. Također objavljuje ili je objavljivao članke o povijesti i književnosti u Slobodnoj Dalmaciji, Hrvatskom listu, hrvatskom političkom tjedniku i Hrvatskom slovu, hrvatskom tjedniku za kulturu. Objavljivao je u i surađivao s hrvatskim emigrantskim listovima kao što su, Studia croatica, hrvatska tromjesečna revija na španjolskome jeziku iz Argentine, Hrvatska gruda, Nezavisna Država Hrvatska i Hrvatsko pravo. Autor je i nekoliko knjiga o Hrvatskoj, Hrvatima te francusko-hrvatskim kulturnim i diplomatskim odnosima i vezama.

## Djela
- Les sacrifiés de Yalta, vl. naklada, Lyon, 1988.
- Ante Pavelic: 1889-1959, vl. naklada, Lyon, 1989.
- La Croatie: sentinelle de l'Occident, vl. naklada, Lyon, 1990. (2. izd. Croatie, sentinelle de l’Occident, Pariz, Arctic, 2006.)
- Le panserbisme, cancer yougoslave: le drame des peuples non-serbes, vicitimes de la politique impérialiste serbe, vl. naklada, Lyon, 1991. (2. izd. Most, Zagreb, 1992.)
- France-Croatie: aperçu des relations entre le XIe et le XIXe siècle, vl. naklada, Lyon, 1994.
- Les forces armées croates: 1941-1945, vl. naklada, Lyon, 2002.
- Les guerriers de la plus grande Asie, Dualpha, Pariz, 2004. (suautor Jean Mabire)[4]
- Face au bolchevisme: Petit dictionnaire des résistances nationales à l'Est de l'Europe (1917-1989), Arctic, Pariz, 2006. (2. izd., Akribeia, Saint-Genis-Laval, 2015.)
- Les parias: fascistes, pseudo-fascistes et mal-pensants, Arctic, Pariz, 2006.
- Ce qu'on ne vous a jamais dit sur la guerre d'Espagne, Atelier Fol'fer, Anet, 2010.
- France-Croatie, Une Belle Amitié, Atelier Fol'fer, Anet, 2012.[5]
- Véridique histoire des Oustachis: croquemitaines de légende mais authentiques patriotes, Éditions Akribeia, Saint-Genis-Laval, 2015.[6]
- Le jardin secret de Jean-Pierre Coffe, Larousse, 2017. (suautorica Catherine Delvaux)[7]
- Des gentlemen à part: portraits de quelques mal-pensants du monde anglo-saxon, Éditions Akribeia, Saint-Genis-Laval, 2018.
- Aux côtés de patriotes croates: souvenir d’un ami français, vl. naklada, 2019.[8]
- Istinita povijest ustaša: babaroge prema legendi, ali istinski domoljubi, s francuskoga prevela Antonija Marcelić, Naklada Benedikta, Velika Gorica, 2024.[9]

## Vanjske poveznice
- Christophe Dolbeau, Hrvatska 1945: obezglavljeni narod (Komunistički aristicid nad Hrvatima), hrsvijet.net, (prev. dr. Tomislav Sunić), Hrvatski list, 12.svibnja, 2011.
- (fr.) France-Croatie: aperçu des relations entre le XIe et le XIXe siècle, knjiga na studiacroatica.org
- (fr.) Le panserbisme, cancer yougoslave: le drame des peuples non-serbes, vicitimes de la politique impérialiste serbe, 2. izdanje, Most, Zagreb, 1992., knjiga na voiceofcroatia.net (u međumrežnoj pismohrani archive.org 21. srpnja 2012.)